# 나라카: 블레이드포인트
《나라카: 블레이드포인트》(Naraka: Bladepoint)는 배틀로얄 게임으로, 60명의 플레이어가 마지막까지 살아남기 위해 서로 싸우는 게임이다. 이 게임은 무술에서 영감을 받은 근거리 전투를 포함하고 있으며, 가위바위보 전투 시스템이 특징이다. 선택할 수 있는 근거리 무기와 원거리 무기, 전투와 이동 중에 사용할 수 있는 와이어가 있다. 또한, 영웅마다 독특한 스킬과 특성이 있어 자신의 플레이 스타일에 맞는 사용자 설정이 가능하다. 이 게임은, 각 영웅이 모러스 섬에 모여 전투를 벌이는 게임이다. 게임 모드는 솔로, 듀오, 트리오 3가지 모드가 있으며, 9개의 캐릭터를 자유롭게 플레이할 수 있다. 또한 모든 캐릭터는, 각각 기본 스킬과 궁극기 스킬로 총 두 가지의 스킬을 보유하고 있다.

## 개발
모바일 버전은 현재 개발 중에 있으며, 전 세계의 더 광범위한 플레이어들에게 근거리 전투 게임 경험을 제공하기 위해 노력 중이다. 넷이즈 Thunderfire UX팀이 모바일 버전 UI와 UX 디자인을 담당한다.
2021년 11월 5일, 24엔터테인먼트는 150만 달러의 상금과 함께 나라카: 블레이드포인트 월드 챔피언십(NBWC)을 발표했다. 첫 NBWC는 내년 초에 경기가 끝날 예정이다.
《나라카: 블레이드포인트》는 콘솔 버전으로 출시됐다. PS 시리즈와 Xbox 시리즈에서 플레이할 수 있는 방법을 플레이어들에게 보여주기 위해 근접 전투에 초점을 맞춘 전투로부터 PS5 게임플레이를 갖추고 있다. 넷이즈 Thunderfire 팀은 Naraka: Bladepoint의 PS5 버전 및 기능 개발을 담당하고 있다. 《나라카: 블레이드포인트》는 많은 타이틀과 함께 2019년 12월 12일 게임 어워드 2019에서 공식 발표되었다.

## 출시
출시 3개월 만에 《나라카: 블레이드포인트》는, 전 세계적으로 600만 개 이상의 판매량을 달성하여 중국 PC 게임 중, 가장 빠르게 팔린 게임 중 하나가 되었다.
2021년 11월 10일, 《나라카: 블레이드포인트》의 새로운 시즌인 '전장의 파괴자'가 시작되었다. 새로운 근거리 무기와 다양한 스킨 아이템과 함께 악산을 포함한 두 명의 새로운 영웅이 출시되었다. 새로운 배틀패스의 가격은 전 시즌과 동일하게 유지되며 배틀패스 레벨 제한이 110에서 130으로 확대된다. 개발사는 지속적인 성원에 대한 감사의 표시로 플레이어들에게 비수 마수도를 선물로 증정하였다. 24 엔터테인먼트는 이 비수를 복원하기 위해 중국 고대 무기 미술관과 협력하여 나라카: 블레이드포인트에서 이 비수를 재현할 수 있었다.
2021년 8월, 10개 이상의 언어로 글로벌 출시되었으며, 넷이즈 Thunderfire UX팀이 게임 프로토타입 때부터 사용자 리서치 및 UX 디자인을 진행해왔다.

## 등장인물
| 등장인물   | 출시일           |
| ---------- | ---------------- |
| Tianhai    | 2021년 8월 12일  |
| Viper Ning | 2021년 8월 12일  |
| Yoto Hime  | 2021년 8월 12일  |
| Temulch    | 2021년 8월 12일  |
| Tarka Ji   | 2021년 8월 12일  |
| Kurumi     | 2021년 8월 12일  |
| Matari     | 2021년 8월 12일  |
| Valda Cui  | 2021년 9월 17일  |
| Yueshan    | 2021년 11월 10일 |
| Wuchen     | 2022년 1월 19일  |

## 평판
리뷰 애그리게이터 메타크리틱에서 《나라카: 블레이드포인트》는  "평균 혹은 엇갈리는 평가"를 받았다.
2021년 10월 19일, Naraka: Bladepoint는 골든 조이스틱 어워드의 베스트 멀티플레이어 게임 2021 후보에 올랐다. 골든 조이스틱 어워드는 세계적으로 가장 오래된 게임상 중 하나이다.

## 같이 보기
- 배틀로열 게임
- PC게임
- 비디오 게임